# Unión Temuco
Unión Temuco fue un club de fútbol profesional de Chile, con sede en la ciudad de Temuco, Región de la Araucanía. Fue fundado el 30 de enero de 2008, y compitió en la Primera B hasta el 14 de marzo de 2013, año en que se fusionó con Deportes Temuco.

## Historia

### Creación y primera campaña
Unión Temuco fue el nombre de un club de fútbol de la ciudad de Temuco, su propietario es el exfutbolista chileno, Marcelo Salas. El club fue fundado el día 30 de enero de 2008 y debutó ese mismo año en el torneo de Tercera División, quedando en 3.er Lugar de la tabla de posiciones de la Liguilla por el Ascenso.
Producto de un desacuerdo con Provincial Temuco, hizo que el proyecto de comprar dicho club y construir un Complejo Deportivo para este se derrumbara y derivó en la formación de una nueva institución que rápidamente fue inscrita en ChileDeportes, para darle comienzo a la constitución de una Sociedad anónima, siendo Marcelo Salas el dueño.

### Rumbo al profesionalismo
Ya para el año 2009, el club firmó un convenio para jugar en el Estadio El Alto de la comuna de Padre las Casas el club se pretendía llamar Unión Temuco de Padre las casas pero un quiebre entre la alcaldía y el propietario del club hizo que no terminaran la campaña en dicho recinto y por ende el convenio llegó a su fin. contó con un plantel de categoría para su división, el cual lo tuvo siempre encumbrado en los primeros lugares de la Tercera División A. El objetivo de ascender al fútbol profesional se cumplió un día sábado 14 de noviembre, cuando de visita derrota por 2 - 0  a Unión Quilpué en el Estadio de la Villa Olímpica en Quilpué, con dos tantos del delantero Óscar Salinas a los 73 y 80 minutos del partido, obteniendo así el ansiado ascenso directo a la Primera B y coronándose campeón en tan sólo dos años compitiendo en el fútbol.
Además de hacer una buena campaña en Tercera A, en la fase dieciséis avos de final de la Copa Chile 2009, elimina a un grande de la Primera División, Universidad Católica, por un marcador de 2-0 en Temuco con goles de Humberto Álvarez y Carlos Galleguillos, donde se metió a octavos de final, y en esa ronda eliminó a Provincial Osorno por penales de un marcador de 5-4, tras empatar con un marcador de 2-2 en el partido. Sólo cae en la fase de cuartos de final, cuando el campeón defensor, la Universidad de Concepción, lo derrota mediante los lanzamientos penales por 5-6 en el Bicentenario Germán Becker de Temuco en La Araucanía ante unas 3500 personas.

### Unión Temuco en Primera B

#### Temporada 2010, la oportunidad perdida
El 2010 es el año en que el club refuerza su plantilla y su cuerpo técnico. la planilla era de las más altas de la Primera B, el club apostaba a subir. Unión Temuco se mantenía puntero e invicto de su grupo sur en Primera B.
La última fase la termina en la quinta posición, pero en igualdad de puntaje con el cuarto, Curicó Unido, después de caer como visitante ante este último; entonces definieron en un partido en el estadio Germán Becker de Temuco, ante más de 16.500 espectadores, quien sería el segundo participante en la llave de Promoción, resultando ganador el cuadro curicano en los lanzamientos penales después de un marcador en blanco en el alargue.

#### Temporada 2011
La inversión millonaria de antaño se repite, pero la temporada 2011 se apostaba también a subir de categoría, se presentó el plantel ante un Boca Juniors empatando 1 a 1. pero la campaña comienza un poco mal para el club peleando los lugares de la de mediania de tabla, por esa razón el técnico Carlos Gonzales es reemplazado por José Cantillana quien debuta en casa con una derrota ante uno de los de la parte baja como era Lota Schwager quien ahora solo estaba abajo de Unión temuco por solo un punto y el cuadro rojo quedaba a 4 puntos del colista. Ya la caída siguió hasta que en la fecha 15 agregado a la derrota por la mínima diferencia ante Antofagasta, en la jornada dominical el cuadro de Lota Schwager superó, también por 1-0, a San Marcos de Arica, con lo cual los del carbón le endilgaron el último escalón a los Rojos. El elenco se quedaba en el fondo de la tabla, con 16 puntos, los mismos que tienen Copiapó y San Marcos de Arica; aunque con un partido menos ganado que los que le anteceden, primer factor de decisión en el orden de los equipos de la competencia balompédica nacional. pero a pesar de la mediana campaña, su gente siempre estuvo presente apoyando al club como siempre.
Tras caer de local en Angol (lugar donde había cambiado su localía) por 5 a 0 frente a Deportes Concepción, el técnico renuncia y a su reemplazo ingresa Miguel Latín como técnico interino. Luego es sucedido por Cristián Mora.

#### Temporada 2012
Sigue con su fuerte inversión el club para poder llegar a Primera División. el equipo inicia jugando un partido amistoso de entrenamiento frente a Huachipato ganándole 0 a 1, luego organiza la Copa Temuco ganándole a Colo Colo 2 a 1 y luego pierde frente a Universidad Católica 0 a 2, en una muy buena participación en la copa.
En otro partido se enfrenta a una selección local y le gana inapelablemente por 7-0.
Debuta en el campeonato de Primera B perdiendo por 4 goles a 0 ante Lota Schwager y luego empata 1 a 1 con Deportes Puerto Montt. Llegaba a la fecha 8 como colista solamente con 5 ptos luego de no poder ganar salvo a Curicó Unido. Pero con mucha garra logra derrotar al líder Barnechea FC, pero al partido siguiente solo logra un empate ante San Luis de Quillota quedando en el 10.º lugar. tras empatar a dos tantos ante Naval y estar octavos en la tabla, Marcelo Salas decide despedir a Cristián Mora como director técnico, "no es un grato ambiente de trabajo y no se respetaron los acuerdos de un proyecto, por la amistad y lo profesional hubo un aprovechamiento" fueron los últimos descargos del D.T.
Por Copa Chile pierde ante Deportes Temuco que milita en ese entonces en la Segunda División por 1 a 0. Luego en el encuentro de vuelta le gana por el mismo resultado con el tanto de Diego Quezada, llevando el encuentro a los lanzamientos penales con un resultado final de 9 a 8 a favor del "Rojo de la Araucania" sumando en las estadísticas entre sí un partido más ganado que su archirrival y pasando a la fase de grupos en donde luego de varios partidos cae ante Universidad de Concepción como local y no puede abrochar la clasificación aun faltándole un partido que es contra Iberia. El club en su página oficial anuncia su cambio de sede, ya que ahora se va del centro de Temuco y se traslada a Labranza.
En Copa Chile el equipo logra avanzar a cuartos de final, tras derrotar a Huachipato (El campeón del fútbol chileno de primera división de ese mismo año) por 4 goles a 1, con tres de Matías Donoso (El maty). Este sería el último partido oficial en el año ya que más tarde jugaría el último partido del año, un amistoso contra la Selección Chilena Sub-20, empata con la selección mundialista en un muy buen partido, ante más de cuatro mil Quinientas personas.

### Temporada 2013
Nuevamente Marcelo Salas apuesta por subir a Primera División con una alta planilla. Debuta frente a Universidad de Concepción en la Primera B como local y cae derrotado por 2 a 0.
El último partido profesional que disputó el club fue el 5 de mayo de 2013, y fue un triunfo 1-0 frente a Lota Schwager en el Estadio Germán Becker, donde el club se despidió de su fiel gente, la que nunca aceptó la fusión con el archirrival y se manifestó hasta el último momento del partido y hasta la actualidad. El tanto del último triunfo fue obra del jugador Nicolás Altamirano.
| Torneo de Transición Primera B 2013 Zona Sur, 13.ª fecha; 5 de mayo de 2013, 15:30 | Unión Temuco   | 1:0 (0:0) | Lota Schwager | Estadio Germán Becker, Temuco                                |                                                              |
|                                                                                    | Altamirano 66' | Reporte   |               | Asistencia: 1.500 espectadores Árbitro(s): Cristián Droguett | Asistencia: 1.500 espectadores Árbitro(s): Cristián Droguett |

### Desaparición de Unión Temuco
A mediados del mes de febrero de 2013, en todos los medios de comunicación de la Región de la Araucanía comenzó a circular la noticia respecto a los acercamientos entre Esteban Marchant y Marcelo Salas, presidentes de Deportes Temuco y Unión Temuco, respectivamente, los cuales, tendrían como objetivo la fusión de Deportes Temuco y Unión Temuco como tal. Todo esto orientado principalmente a dos factores presentes en los últimos años, puesto que Deportes Temuco seguía manteniendo problemas de carácter económico y administrativo, que dificultaban año a año el ascenso del club a Primera B. En tanto, Unión Temuco, tras cinco años de existencia, mantenía una estabilidad económica, pero carecía de hinchas y de apego popular, jugando generalmente partidos con 250 o 300 personas, muchas de ellas entrando de manera gratuita al estadio. Tales razones motivaron a ambos empresarios a la idea de fusionar ambos clubes, juntando así la tradición, el apego popular y el legado histórico de Deportes Temuco en la Araucanía, con la estabilidad económica y administrativa que ofrecía Marcelo Salas, además del cupo en Primera B que Unión Temuco mantenía.
El día viernes 14 de marzo, a las 10:00 horas, se realizó una conferencia de prensa en el centro de la cancha del Estadio Germán Becker, en la cual, sus principales protagonistas fueron Esteban Marchant (accionista mayoritario de Deportes Temuco en aquel entonces), Marcelo Salas (accionista mayoritario de Unión Temuco) y Miguel Becker (alcalde de la comuna de Temuco). En dicha reunión se informó de manera oficial la fusión entre de Deportes Temuco y Unión Temuco, formando así un solo club y una administración conjunta de la sociedad anónima deportiva profesional de Deportes Temuco por parte de Marcelo Salas y Esteban Marchant.
Cabe destacar que los medios de comunicación, junto con los dirigentes de ambos clubes ya mencionados, anunciaron al público todos estos hechos con el nombre de «fusión» (con el fin de hacer entender mejor la situación), siendo que la verdadera situación legal constituida fue una «absorción» de Deportes Temuco a Unión Temuco, puesto que una fusión total de ambos clubes necesitaba la aprobación del Consejo de Presidentes de la ANFP, hecho que nunca ocurrió, ya que la fórmula que ocuparon fue un cambio de nombre (marca) de Unión Temuco, el cual pasó a llamarse Deportes Temuco el 13 de junio de 2013 (Por votación unánime del Consejo de Presidentes de la ANFP), y de paso, la S.A.D.P. albiverde pasaba a ocupar el lugar que tenía la S.A.D.P. albirroja en Primera B. Es por ello que, por no configurarse una fusión propiamente tal y porque tanto el nombre y la S.A.D.P. de Deportes Temuco pasaron a reemplazar a sus homónimas de Unión Temuco, a esta situación la conocemos actualmente como una absorción del club albiverde hacia el club albirrojo.
Así, se informó la «desaparición total e irrevocable» del club Unión Temuco una vez finalizado el Torneo Transición de Primera B, que tuvo como fecha de término el 26 de mayo de 2013. En tanto, Deportes Temuco pasó a ocupar el cupo en Primera B del club albirrojo, al debutar en el Torneo Apertura de la Primera B de Chile 2013-14, manteniendo además todos sus emblemas tradicionales.

## Sede
En sus inicios, hasta el 2009 el club era dirigido desde la capital, tuvo inscrita su casa matriz en Vitacura, comuna de Santiago, en avenida Vitacura y la información fue publicada en su página oficial.
Esto fue cambiado después y pasó a ser solo la sucursal, mientras que la casa matriz pasó a ser entonces Temuco, con dirección en calle Bulnes.
En 2012, el club anuncia en su página oficial que se traslada a la localidad de Labranza, a 13 kilómetros de Temuco dentro de la misma comuna.

## Emblema
El emblema del club nació como un escudo triangular al revés de puntas y contorno redondeado; de color celeste con una franja superior horizontal roja y al medio las letras UT en blanco. desde la campaña 2011 el escudo lo cambian a color verde, lo que molesto tanto a seguidores del club como a los del archirrival, reflejado en las redes sociales.

## Uniforme
Desde que el equipo comenzó a participar en la Tercera División su uniforme es así: Camiseta roja, pantalón blanco y calcetas negras, mientras el alternativa es completamente negra y lleva la marca deportiva italiana Lotto. Para el 2010 se le agrega una franja verde. además las medias pasan a ser de color blanco. Desde 2011, Mitre es la marca proveedora del uniforme del club.
- Uniforme titular: Camiseta roja con una pisca de verde, pantalón blanco y medias blancas.
- Uniforme alternativo: Camiseta negra con una pisca de verde, pantalón negro y medias negras.

### Uniforme titular
| Pretemporada 2008 | 2008 - 2010 | 2010 | 2010 | 2012 | 2013 |

### Indumentaria
| Período     | Proveedor |
| ----------- | --------- |
| 2009 - 2010 | Lotto     |
| 2011 - 2013 | Mitre     |

| Período     | Proveedor |
| ----------- | --------- |
| 2008 - 2009 | Entel PCS |
| 2010        | Entel     |
| 2011 - 2013 | Rosen     |

## Estadio
Unión Temuco tuvo su localía en Tercera División en Lautaro el año 2008, luego en el Estadio El Alto de Padre Las Casas y desde fines del 2009 efectúa su localía en el Estadio Germán Becker de la ciudad de Temuco. A mediados de 2011 tuvo que trasladar su localía al Estadio Alberto Larraguibel de Angol, debido a trabajos en la cancha principal del Germán Becker. Vuelve a ser local en el German Becker para el Torneo de Clausura de Primera B. En 2012 jugó un encuentro en el Estadio Municipal de Villarrica.

## Datos del club
- Temporadas en 1.ªB: 4 (2010-2013)
- Temporadas en 3.ª: 2 (2008-2009)
- Mayor goleada marcada: 6-2 a San Antonio Unido el 2009.
- Mayor goleada recibida: 0-5 frente a Deportes Concepción el 2011.
- Mejor convocatoria de público en Primera B: 16.500 personas (2010 vs. Curicó Unido en definición por entrar a liguilla de promoción)

## Jugadores

### Distinciones individuales

#### Goleadores de Tercera División de Chile
- Óscar Salinas (2009)

#### Nominaciones Selección Chilena Sub-25
- Matías Donoso (2011)
- Leonardo Ruiz (2011)
- Sebastián Domínguez (2011)

#### Nominaciones Selección Chilena Sub-20
- Alejandro Márquez (2011)

## Entrenadores

### Cronología
Los entrenadores interinos aparecen en cursiva.
- Milton Flores (2008-2009)
- Marcelo Miranda (2010)
- Carlos González (2010-2011)
- José Cantillana (2011)
- Miguel Latín (2011)
- Cristián Mora (2011-2012)
- Luis Landeros (2012)
- Hernán Lisi (2012-2013)
- Luis Landeros (2013)

## Palmarés

### Torneos nacionales
- Tercera División A de Chile (1): 2009